# Acidoproctus taschenbergi
Acidoproctus taschenbergi (лат.) — вид бескрылых насекомых из семейства Philopteridae отряда пухоедов и вшей. Постоянные паразиты птиц. Тропическая Африка.
Длина самок 3,92 мм (самцов — 3,25 мм). Паразитируют на таких утиных птицах как нильский гусь (Alopochen aegyptiaса), шпорцевый гусь (Plectropterus gambensis, Anatidae). Вид был впервые описан в 1938 году Дж. Хопкинсом (Hopkins G. H. E.) и назван в честь зоолога Ташенберга (Taschenberg).
В настоящее время (вместе с видами Acidoproctus emersoni, A. fuligulae, A. gottwaldhirschi, A. hilli, A. kelloggi, A. maximus, A. moschatae и A. rostratus) включён в семейство Philopteridae подотряда Ischnocera.
Виды утиных — хозяев паразита:

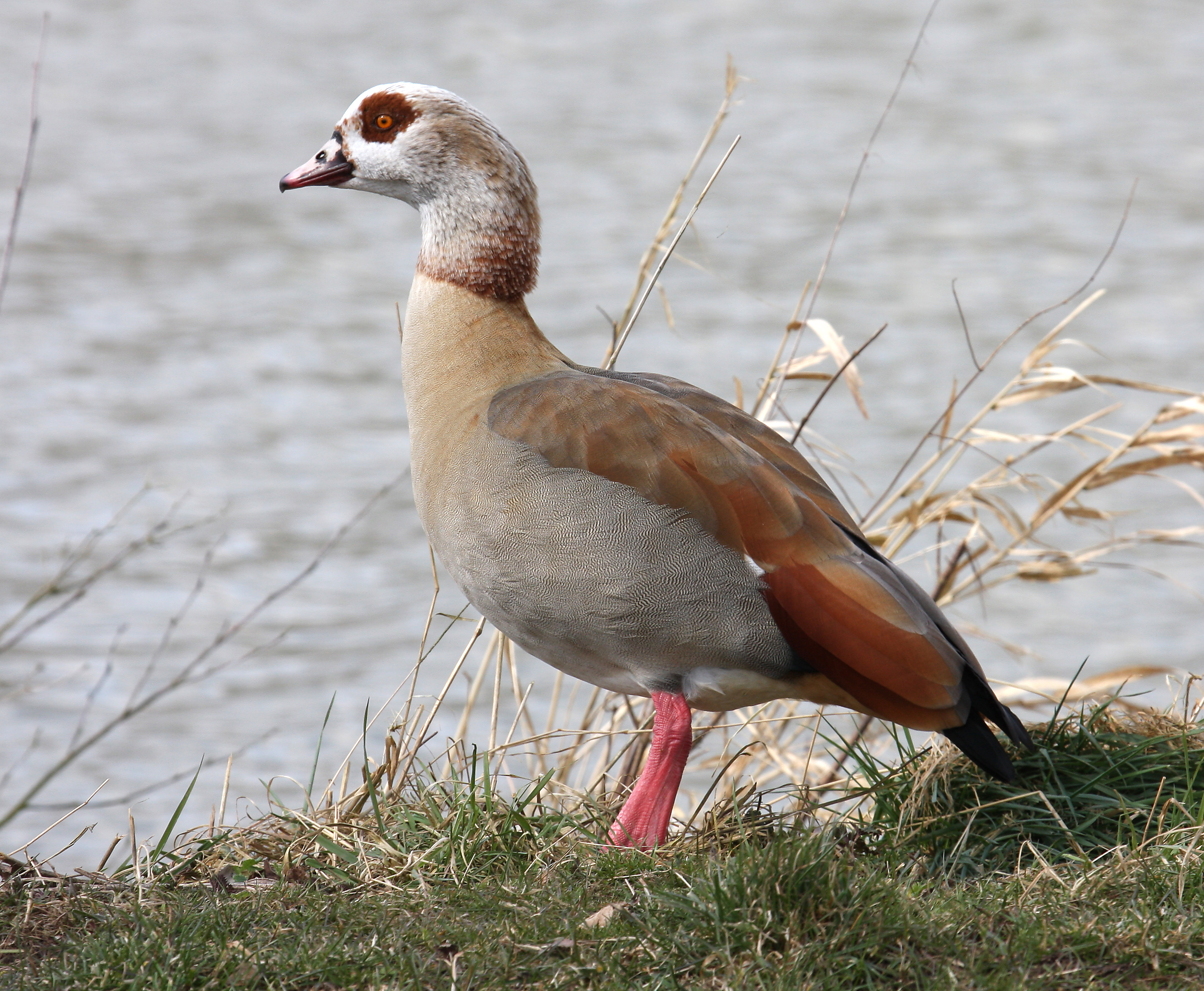
Нильский гусь
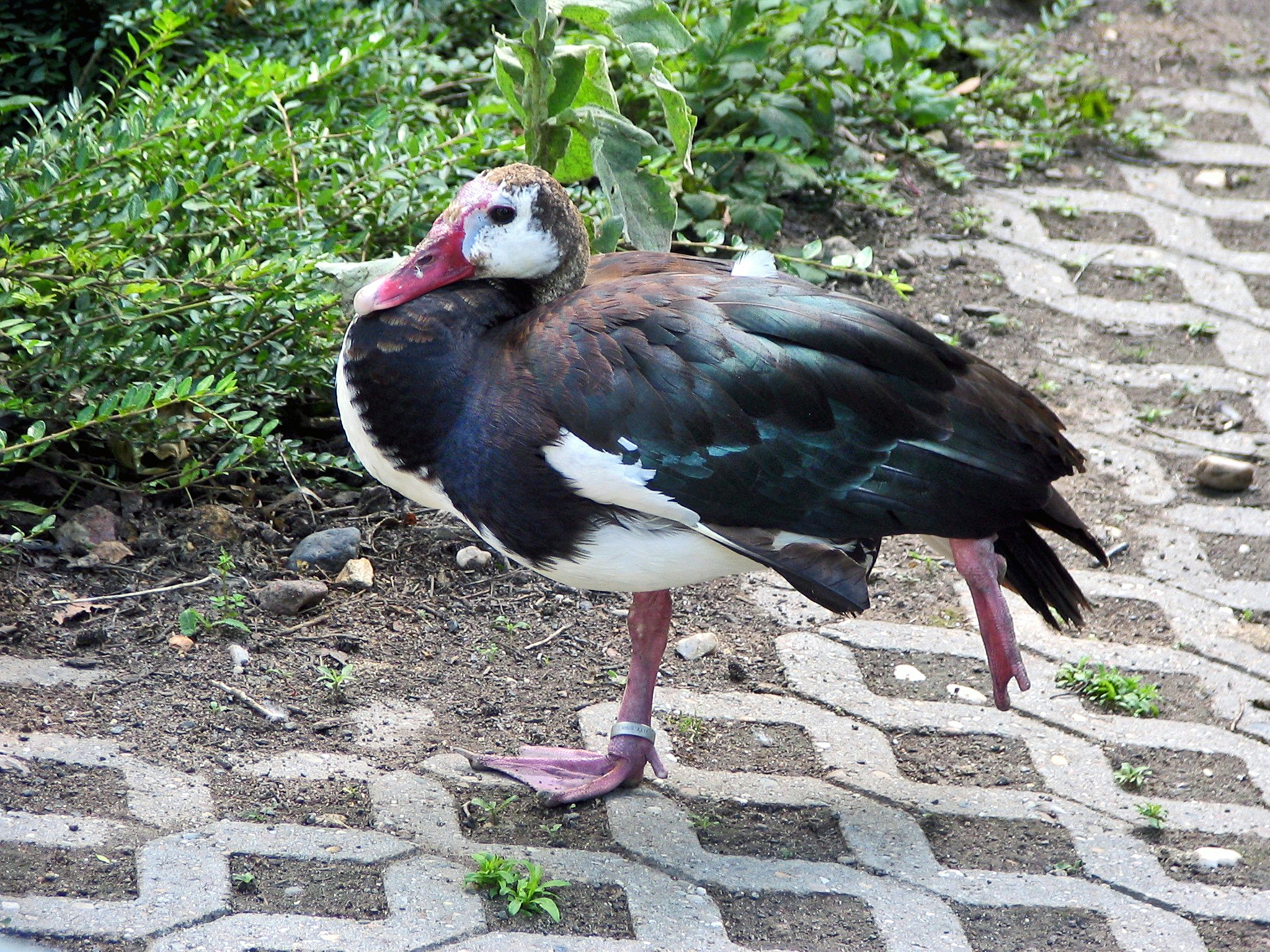
Шпорцевый гусь